# Monasterio de San Salvador de la Vedella
El monasterio de San Salvador de la Vedella es un monasterio románico situado cerca del pueblo de Serchs en la comarca catalana del Berguedá.

## Historia
Fundado por los monjes del Monasterio de San Saturnino de Tabérnolas en el año 830, sus orígenes son de la época carolingia y para la repoblación de la comarca.
En el año 835, consiguió el abad Carlot de Tavèrnoles, la protección y el poder elegir libremente el abad, del rey de Francia Luis el Piadoso. A partir del siglo XII su importancia fue desapareciendo, hasta que en el año 1580 el papa Clemente VIII dio sus rentas al seminario de la Seo de Urgel.

## El edificio
De todo el conjunto arquitectónico la parte más importante que se conserva es la iglesia. Consta de una sola nave reducida, cubierta por una bóveda de cañón apuntada, con un ábside semicircular y dos absidiolas laterales.
Sobre la fachada del oeste, tiene un pequeño campanario posterior de sillería con dos aberturas. Su puerta de entrada está en la fachada sur.
En la actualidad está en medio del pantano de La Baells sobre una cima que sobresale del agua.